# Mujercitas (película de 1918)
Mujercitas —cuyo título original en inglés es Little Women— fue una película estadounidense de 1918 muda y en blanco y negro. Se trata de la primera versión cinematográfica de Mujercitas rodada en los Estados Unidos, si bien lo hace indirectamente, adaptando una obra teatral basada en la famosa novela. Actualmente se considera una película perdida, ya que no se conoce la existencia de ninguna copia.

## La novela
En octubre de 1868 Louisa May Alcott publicó su novela Mujercitas, narrando la historia de las cuatro adolescentes hermanas March durante la Guerra de Secesión. La primera edición de dos mil ejemplares se agotó ese mismo mes. Al igual que el público, la mayor parte de la crítica acogió favorablemente el libro y destacó la naturalidad y realismo de sus personajes. Dada la demanda popular, Alcott comenzó de inmediato a escribir una segunda parte de la historia que situó tres años después del final de la primera. Pocos meses más tarde se publicaba con el título Good Wives —en español, «Buenas esposas»— y, a pesar de que la autora no había cedido a los deseos argumentales de los lectores, la nueva novela alcanzó un éxito similar al de la anterior. Posteriormente ha venido siendo habitual que ambas novelas se publiquen como una sola bajo el título de la primera. Pronto se convirtió en un auténtico clásico de la literatura estadounidense.

## La adaptación teatral
En 1912 el actor y productor William A. Brady estrenó en Broadway la obra de teatro Little Women: A Comedy in Four Parts —que al español se puede traducir como Mujercitas: Una comedia en cuatro actos— adaptación de la novela de Louisa May Alcott realizada por la escritora Marian de Forest. Los herederos de Alcott habían sido reacios a ceder los derechos del libro, pues consideraban que su representación en escena podría depreciar un relato que, en cierto modo, era el de su propia familia. Sin embargo, pronto se dieron cuenta de que había mucha más gente dispuesta a ver la historia sobre las tablas que a leerla. La obra fue dirigida por la actriz Jessie Bonstelle y obtuvo un gran éxito que se prolongó durante años, llegando a ser representada en Londres. Cabe suponer que la película dirigida por Harley Knoles intentaba tanto aprovechar el éxito de esta pieza teatral como responder a la primera versión cinematográfica de la novela realizada en 1917 en el Reino Unido.

## La producción

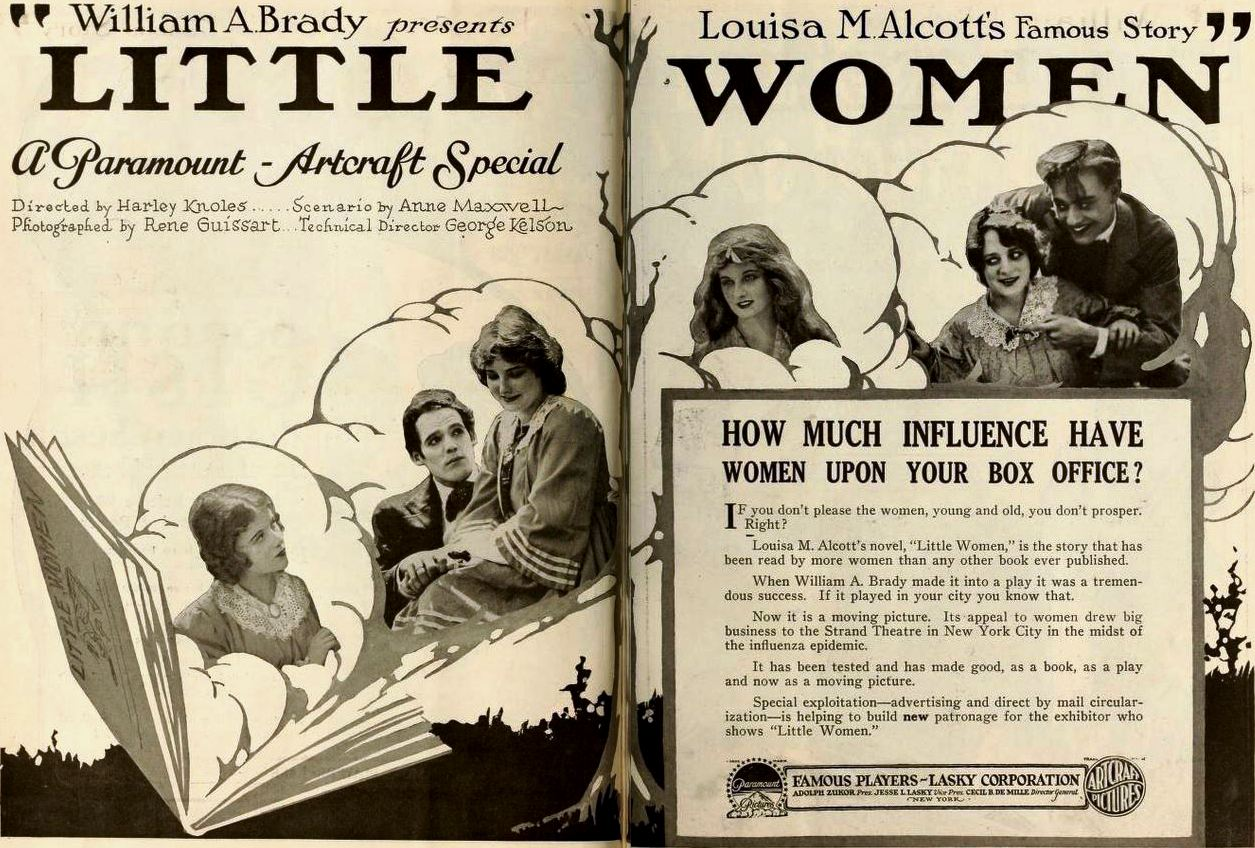
Anuncio del filme informando de la existencia de la obra teatral previa del mismo productor.

En 1917 el cine no gozaba del reconocimiento cultural que tendría años más tarde. Por tal motivo, las productoras tendían a realizar adaptaciones de obras literarias clásicas para intentar obtener prestigio. En este caso, cuando Brady y la Famous Players-Lasky Corporation decidieron llevar a la pantalla la obra teatral en una película carente de grandes estrellas, el reclamo era la propia Louisa May Alcott. Para acentuar este factor, se buscaron localizaciones en Concord, la localidad de Nueva Inglaterra en la que Alcott pasó parte de su vida. En una entrevista promocional, el director Harley Knoles insistió en el cuidado que se había puesto en la búsqueda de los escenarios y en la ambientación, con visitas a Concord y examinando imágenes de la época en la que transcurre la acción de la novela. Se filmaron exteriores en Orchard House —la «casa del huerto»—, la que fue vivienda familiar de los Alcott, y los interiores creados en estudio fueron cuidadosamente diseñados para ser fieles al período histórico. Lo mismo se intentó con el vestuario, si bien se ha señalado que no era demasiado acorde con el de los años 1860.
El día de Año Nuevo de 1918 se organizó un preestreno en el Grauman's Theatre —el más importante de la Costa Oeste por entonces— con la presencia de los principales intérpretes, lo que revela la importancia que Paramount dio al lanzamiento del filme.

## Argumento
Es indudable que la película narra la historia relatada en Mujercitas, el libro compuesto por las dos novelas escritas por Alcott. Sin embargo, al tratarse de una película perdida —como tantas otras de la época silente— es casi imposible conocer con detalle qué apartados del libro fueron utilizados para redactar el guion y de cuáles se prescindió.
Parece que la guionista Anne Maxwell optó por ser más fiel a la obra teatral de Marian de Forest que a la novela de Alcott, como hace al conectar el fallecimiento de Beth con el nacimiento de los hijos de Meg, conexión que no está presente en el libro. También parece que se remarcaron más los detalles hogareños, románticos y tradicionales que los relativos a la búsqueda de independencia femenina presentes en la novela. 

## Reparto
- Isabel Lamon como Meg March
- Dorothy Bernard  como Jo March
- Lillian Hall como Beth March
- Florence Flynn como Amy March
- Henry Hull como John Brooke
- Conrad Nagel como Laurie
- Kate Lester como la señora March
- George Kelson como el señor March
- Julia Hurley como la tía March

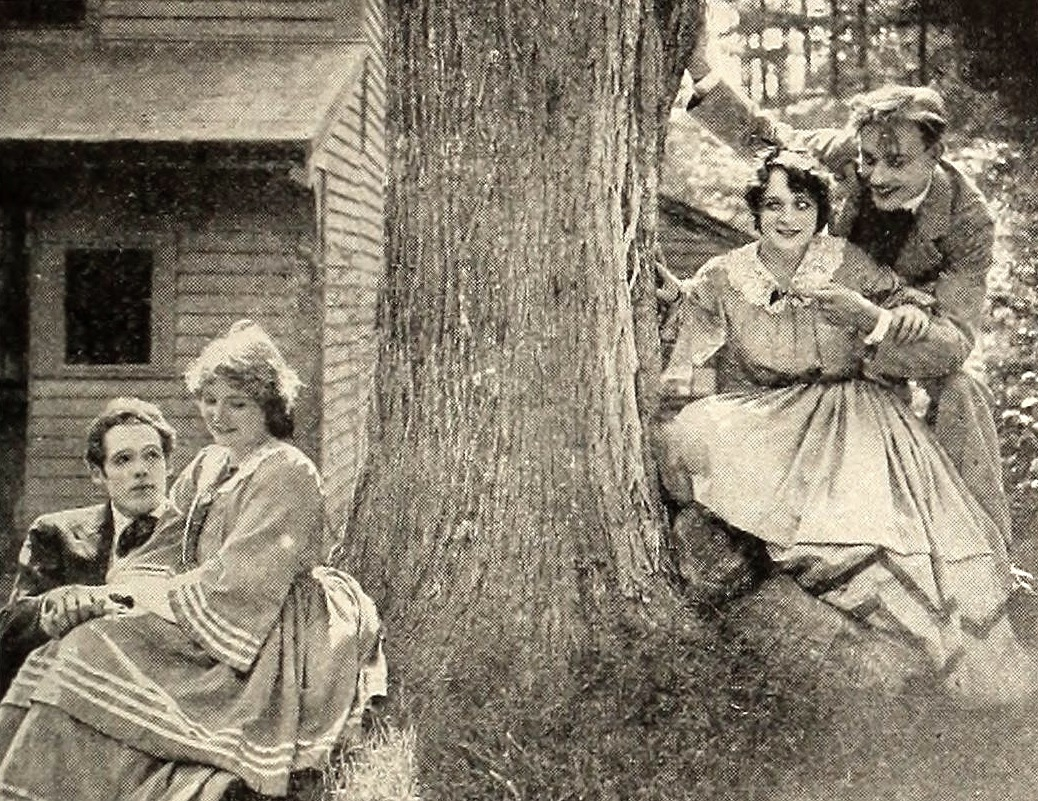
Henry Hull, Isabel Lamon, Dorothy Bernard y Conrad Nagel en una escena del filme.

- Lynn Hammond como el profesor Bhaer
- Nellie Anderson como Hanna
- Frank de Vernon como el señor Lawrence

## Recepción
La escasez de reseñas en la prensa revela que la película no tuvo tanto éxito como la obra teatral que adaptaba, en lo que pudo influir el mencionado menor prestigio cultural del cinematógrafo. En el momento de su estreno The New York Times señaló algunos defectos de la película, como una cierta indefinición de los personajes, pero destacó la ambientación de época y dijo que los defectos se subsanaban conforme progresaba la trama. Por su parte, Variety lo calificó como un filme fuera de lo común. Un periódico de Nueva Zelanda dirigido a los trabajadores dijo que las hermanas March eran mejores en la pantalla que en el libro. Otros medios insistieron en los positivos valores morales que el filme podía transmitir a los jóvenes, a diferencia de la mala consideración que el cine en general tenía por entonces en este aspecto.